# La sang dels altres
La sang dels altres (títol original en francès Le Sang des autres) és una coproducció estatunidenca, canadenca i francesa dirigida per Claude Chabrol, estrenada el 1984 i doblada al català.
Adaptació de la novel·la homònima de Simone de Beauvoir, és la història d'una noia que saltironeja entre els vols existencialistes de les postures polítiques de la resistència i la responsabilitat de les conseqüències de les seves pròpies accions.

## Argument
Durant la Segona Guerra Mundial a París, una jove escull entre col·laboració i resistència.

## Repartiment
| Intèrpret            | Personatge            | Veu en català |
| -------------------- | --------------------- | ------------- |
| Jodie Foster         | Hélène Bertrand       |               |
| Michael Ontkean      | Jean Blomart          |               |
| Sam Neill            | Dieter Bergman        |               |
| Lambert Wilson       | Paul Perrier          |               |
| Stéphane Audran      | Gigi Grandjouan       |               |
| Alexandra Stewart    | Madeleine             |               |
| Jean-François Balmer | Charles Arnaud        |               |
| John Vernon          | El general Von Loenig |               |
| Roger Miremont       | Marcel                |               |
| Kate Reid            | Mme Blomart           |               |
| Jean-Pierre Aumont   | M. Blomart            |               |
| Samuel Fuller        | El vell en un cafè    |               |
| Didier Sauvegrain    | Un soldat en un cafè  |               |
| Harold Kay           |                       |               |